# Bergasjön (Villstads socken, Småland)
Bergasjön är en sjö i Gislaveds kommun i Småland och ingår i Nissans huvudavrinningsområde. Sjön har en area på 0,0611 kvadratkilometer och ligger 150,5 meter över havet.

## Delavrinningsområde
Bergasjön ingår i det delavrinningsområde (634640-135380) som SMHI kallar för Utloppet av Söingen. Avrinningsområdets medelhöjd är 167 meter över havet och ytan är 15,56 kvadratkilometer. Räknas de 3 delavrinningsområdena uppströms in blir den ackumulerade arean 45,11 kvadratkilometer. Österån som avvattnar avrinningsområdet har biflödesordning 3, vilket innebär att vattnet flödar genom totalt 3 vattendrag innan det når havet efter 88 kilometer. Delavrinningsområdet består mestadels av skog (73 procent). Avrinningsområdet har 0,96 kvadratkilometer vattenytor vilket ger det en sjöprocent på 6,2 procent.